# Carl Medjani
Carl Medjani - em árabe, كارل مجاني (Lyon, 15 de maio de 1985) é um ex-futebolista franco-argelino que atuava como zagueiro.

## Carreira
Apesar de nascido na França, integra a Seleção Argelina de Futebol, pela qual já disputou a Copa do Mundo de 2010 e a Campeonato Africano das Nações de 2013.
É admirador de Muhammad Ali e boxe.